# Hymenomima cindica
Hymenomima cindica är en fjärilsart som beskrevs av W. Warren 1897. Hymenomima cindica ingår i släktet Hymenomima och familjen mätare. Inga underarter finns listade i Catalogue of Life.